# Mycetophila neuquinensis
Mycetophila neuquinensis är en tvåvingeart som beskrevs av Duret 1985. Mycetophila neuquinensis ingår i släktet Mycetophila och familjen svampmyggor. Inga underarter finns listade i Catalogue of Life.